# Spółgłoska nosowa dwuwargowa bezdźwięczna
Spółgłoska nosowa dwuwargowa bezdźwięczna – rodzaj dźwięku spółgłoskowego występujący w językach naturalnych. W międzynarodowej transkrypcji fonetycznej IPA oznaczanej symbolem: [m̥]. Symbol ten pochodzi on znaku ⟨m⟩ (Spółgłoska nosowa dwuwargowa) i znaku diakrytycznego oznaczającego bezdźwięczność. Odpowiednik w X-SAMPA to m_0.

## Artykulacja

### Opis
W czasie artykulacji podstawowego wariantu [m̥]:
- prąd powietrza wydychanego z płuc jest modulowany, w związku z czym artykulacja tej spółgłoski wymaga inicjacji płucnej i egresji;
- tylna część podniebienia miękkiego znajduje się w nienapiętej pozycji, prąd powietrza przechodzi również przez nos;
- prąd powietrza w jamie ustnej przepływa ponad całym językiem, ewentualnie powietrze uchodzi przynajmniej wzdłuż środkowej linii języka];
- dolna warga styka podczas wymowy się z górną wargą, tworząc zwarcie. Dochodzi do zablokowania przepływu powietrza przez jamę ustną, jednak ponieważ podniebienie miękkie jest opuszczone, powietrze uchodzi również przez nos;
- wiązadła głosowe nie drgają, spółgłoska ta jest więc bezdźwięczna.

## Przykłady
Przykłady w wybranych językach:
| Język                | Język                | Słowo    | IPA         | Znaczenie    | Uwagi                                     |
| -------------------- | -------------------- | -------- | ----------- | ------------ | ----------------------------------------- |
| Język birmański      | Język birmański      | မှာ        | [m̥à]        | 'zauważyć'   |                                           |
| Język estoński       | Język estoński       | lehm     | ˈlehm̥       | 'krowa'      | Wariant głoski /m/ po głoskach /t, s, h/. |
| Język islandzki      | Język islandzki      | hampur   | [ˈham̥pʏr]   | 'konopie'    |                                           |
| Język Jalapa Mazatec | Język Jalapa Mazatec | ma       | [m̥a]        | 'czarny'     |                                           |
| Język kildin         | Język kildin         | лēӎӎьк   | [lʲeːm̥ʲːk]  | 'rzemień'    |                                           |
| Język polski         | Język polski         | rytm     | [rɨt̪m̥]      |              | Wariant głoski /m/.                       |
| Język ukraiński      | Język ukraiński      | ритм     | [rɪt̪m̥]      | 'rytm'       | Wariant głoski /m/.                       |
| Język walijski       | Język walijski       | fy mhen  | [və m̥ɛn]    | 'moja głowa' | Wariant głoski /p/.                       |
| Język yupik środkowy | Język yupik środkowy | pisteḿun | [ˈpistəm̥un] | 'służyć'     |                                           |
| Język xumi           | Język xumi           | -        | [Hm̥ɛ̃]       | 'lekarz'     | Wariant głoski /m/.                       |